# Campeonato Goiano de Futebol de 2024
O Campeonato Goiano de Futebol de 2024 (por questões de patrocínio Goianão 1xBet 2024) foi a 81ª edição deste torneio de futebol realizado anualmente pela Federação Goiana de Futebol desde 1944. A competição foi disputada por 12 equipes, entre 17 de janeiro até abril.
O campeão desta edição foi o Atlético Goianiense, conquistando seu 18.º título na competição ao vencer os dois jogos da final contra o Vila Nova. A Aparecidense e o Goiânia foram os outros semifinalistas, enquanto o Iporá  e o Morrinhos foram rebaixados.

## Antecedentes

### Conselho técnico
Em 8 de novembro de 2023, a Federação Goiana de Futebol (FGF) anunciou o conselho técnico do Goianão 2024 para o dia 14 de novembro daquele ano. A reunião ocorreu no Castro's Park Hotel e contou com a presença dos representantes dos doze clubes. Durante o conselho ficou decidido as diretrizes para o torneio de 2024. A fórmula de disputa do campeonato continuou a mesma, respeitando o Estatuto do Torcedor. Ficou estabelecido que cada clube jogaria 11 partidas na primeira fase, em que os seis melhores colocados em 2023 (Atlético Goianiense, Goiás, Aparecidense, Anápolis, Crac e Vila) jogariam seis vezes como mandante. O uso do Árbitro de Vídeo (VAR) foi permitido.

### Divulgação da tabela
No dia 24 de novembro, a FGF divulgou a tabela do Goianão 2024 e mais informações relacionadas aos clássicos e ao VAR.

#### Arbitragem de vídeo
Foi decidido que a versão regular do VAR será obrigatório na final do campeonato, além da possibilidade do var light, versão simplifica e barata, em outras fase.

#### Clássicos
Os clássicos da capital, com exceção do Goiânia, tiveram seus mandos sorteados pela FGF, assim como ocorreu no campeonato anterior. O sorteio definiu que o Atlético Goianiense seria mandante contra Goiás, que o Goiás seria mandante contra o Vila Nova e que o
Vila Nova seria mandante contra o Atlético Goianiense. Por uma proibição judicial, os jogos do Derby do Cerrado só podem conter a torcida do mandante (no caso do Goiás). Por cordialidade dos clubes, os clássicos contra o Atlético Goianiense também só podem conter a torcida do mandante. Já contra o Goiânia, as duas torcidas são liberadas.

### A Bola
Em 2 de janeiro de 2024, a FGF anunciou que a bola oficial do Campeonato Goiano de 2024 seria a Samba Velocity Pro 2024 da Topper. A escolha foi feitar por ser uma bola tecnológica, desenvolvida para maximizar o conforto e a performance durante as partidas.

## Regulamento
O Campeonato será disputado em quatro fases, a saber: Primeira Fase, Quartas de final, Semifinal e Final.
Na Primeira Fase, todos os clubes participantes enfrenta as demais em turno único, totalizando onze rodadas. As oito equipes mais bem posicionadas se classificam às Quartas de Final.
Em caso de empate na pontuação final, na Primeira Fase, o desempate será feito observando os critérios abaixo:
1. Maior número de vitórias;
2. Maior saldo de gols;
3. Maior número de gols pró;
4. Confronto direto (quando envolver duas equipes);
5. Menor número de cartões vermelhos recebidos;
6. Menor número de cartões amarelos recebidos;
7. Sorteio.

As Quartas de Final serão disputadas em ida e volta, com mando de campo na volta para os segundo colocados, com os seguintes confrontos:
- Grupo B – 1º Colocado x 8º Colocado
- Grupo C – 2º Colocado x 7º Colocado
- Grupo D – 3º Colocado x 6º Colocado
- Grupo E – 4º Colocado x 5º Colocado

As Semifinais serão disputadas em partidas de ida e volta, com mando de campo na volta para os melhores colocados somando as fases Primeira Fase e Quartas de Final, com os seguintes confrontos:
- Grupo F – 1º Colocado Geral x 4º Colocado Geral
- Grupo G – 2º Colocado Geral x 3º Colocado Geral

A Final será disputada em ida e volta, com mando de campo na volta para a equipe de melhor campanha considerando as partidas disputadas na Primeira Fase, Quartas de Final e na Semifinal, com o seguinte confronto:
- Grupo G – Vencedor Grupo F x Vencedor Grupo G

Nas Quartas de Final, Semifinal e Final, em caso de empate em pontos ao final da partida de volta, o desempate será feito observando os critérios abaixo:
1. Maior saldo de gols;
2. Disputa de pênaltis.

Ao clube vencedor da Final será atribuído o título de Campeão Goiano da Série A de 2024. As vagas em competições nacionais e regionais serão distribuídas conforme os seguintes critérios:
- Copa do Brasil 2025 (3 vagas): Campeão, vice-campeão e terceiro colocado no estadual.
- Série D 2025 (3 vagas): Equipes mais bem posicionadas na Classificação Geral, excluindo Aparecidense, Atlético Goianiense, Goiás e Vila Nova.[nota 1]-

## Equipes participantes
Legenda
| Aumento | Equipes promovidas da Divisão de Acesso de 2023 |

| Equipe              | Cidade               | Campanha em 2023 | Estádio                         | Títulos             |
| Anápolis            | Anápolis             | 4º               | Jonas Duarte                    | 1 (1965)            |
| Aparecidense        | Aparecida de Goiânia | 3º               | Annibal Batista de Toledo       | 0 (não possui)      |
| Atlético Goianiense | Goiânia              | 1º               | Antônio Accioly                 | 17 (último em 2023) |
| CRAC                | Catalão              | 5º               | Genervino da Fonseca            | 2 (último em 2004)  |
| Goianésia           | Goianésia            | 9º               | Valdeir José de Oliveira        | 0 (não possui)      |
| Goiânia             | Goiânia              | 8º               | Olímpico                        | 14 (último em 1974) |
| Goiás               | Goiânia              | 2º               | Serrinha                        | 28 (último em 2018) |
| Goiatuba            | Goiatuba             | 1º (Série B)     | Divinão                         | 1 (1992)            |
| Iporá               | Iporá                | 7º               | Estádio Francisco José Ferreira | 0 (não possui)      |
| Jataiense           | Jataí                | 2º (Série B)     | Arapucão                        | 0 (não possui)      |
| Morrinhos           | Morrinhos            | 10º              | João Vilela                     | 0 (não possui)      |
| Vila Nova           | Goiânia              | 6º               | OBA                             | 15 (último em 2005) |

## Estádios

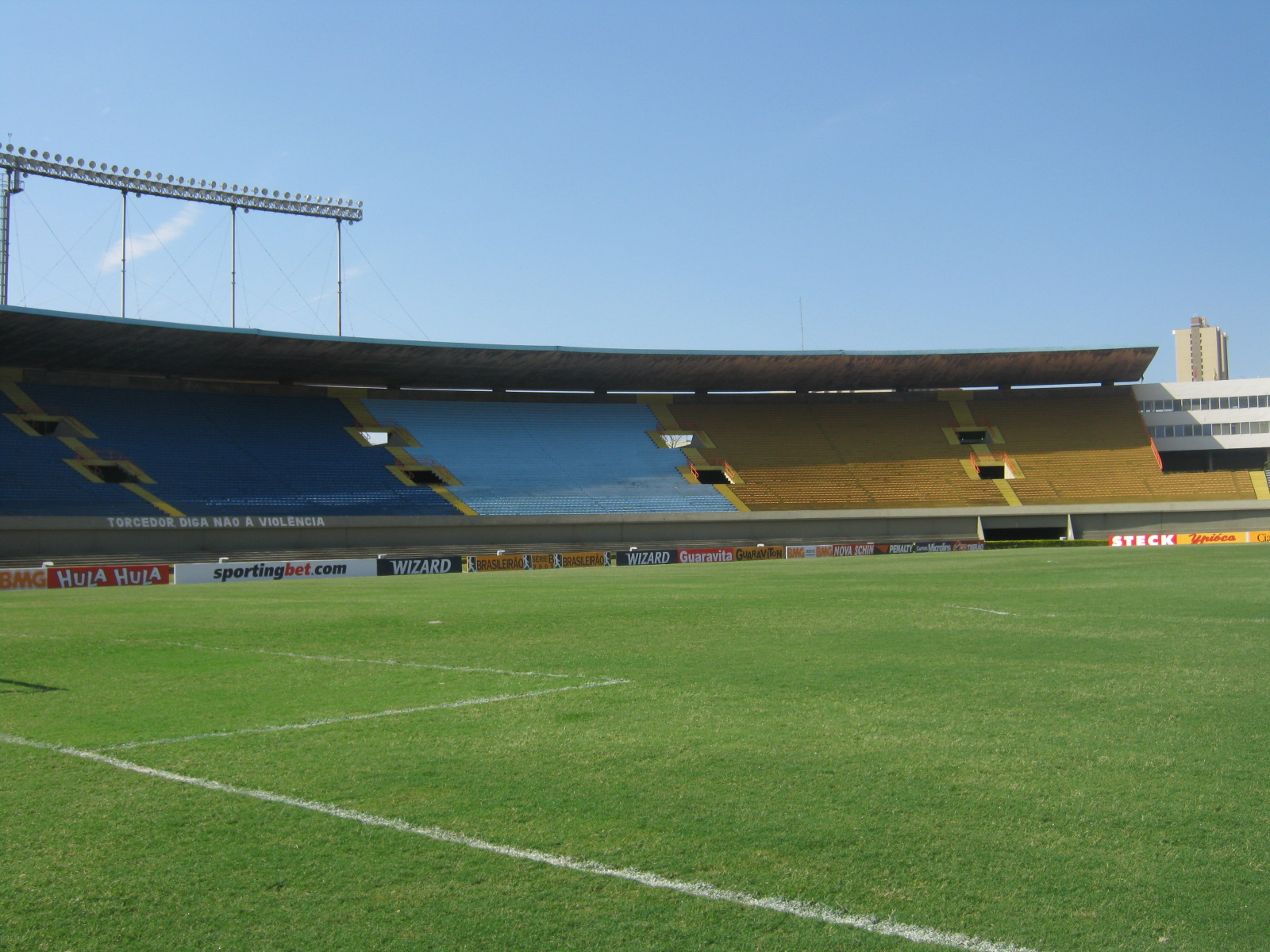
O Serra Dourada não foi utilizado por nenhum clube durante o campeonato. Torcedores do queriam que o levasse o jogo das quartas de final para o estádio, mas o clube recusou.

Ao todo, o Campeonato Goiano de 2024 foi disputado em doze estádios espalhados por Goiás. Os campos são pertencentes a dois grupos: os privados (Antônio Accioly, Serrinha e OBA) e os da prefeitura de cada município (os demais).
A cidade que possui a maior quantidade de estádios no torneio é Goiânia com quatro. Enquanto as demais, apenas um.

### Revitalização
No dia 12 de janeiro de 2024, a FGF anunciou em seu site, em parceria com municípios, clubes e a empresa Nyom Grass, que foi promovido uma série de melhorias estruturais e de gramado em sete estádios do interior/região metropolitana. Os beneficiados com o projeto foram Aníbal Batista de Toledo (Aparecida de Goiânia), Arapucão (Jataí), Arena Rifertil (Catalão), Divino Garcia Rosa (Goiatuba), Ferreirão (Iporá), João Vilela (Morrinhos) e Valdeir José de Oliveira (Goianésia).

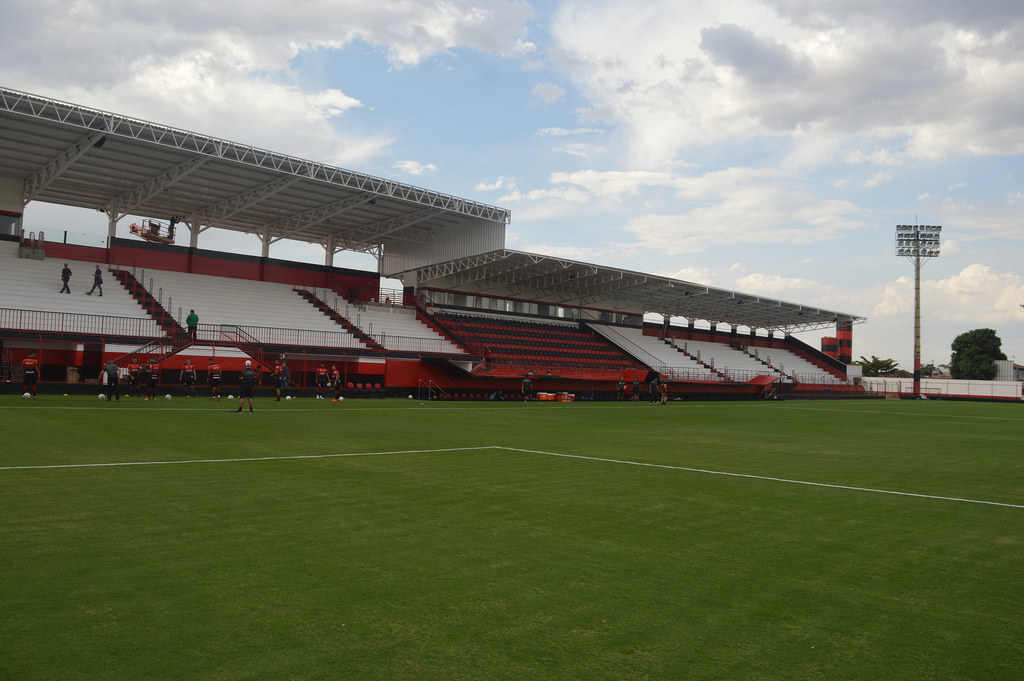
O Antônio Accioly foi um dos estádios da final do Goianão 1XBET 2024.

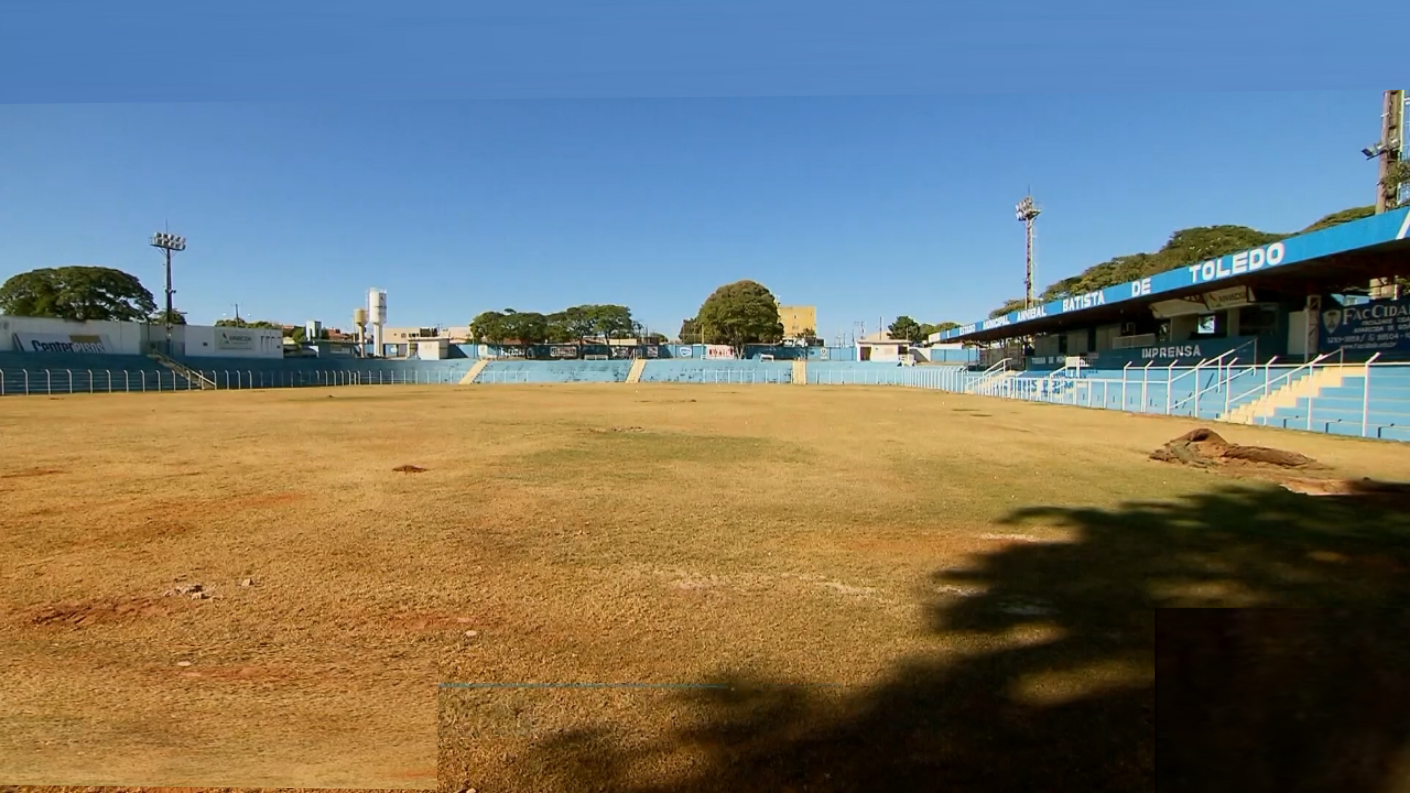
Annibal Batista de Toledo
Arapucão
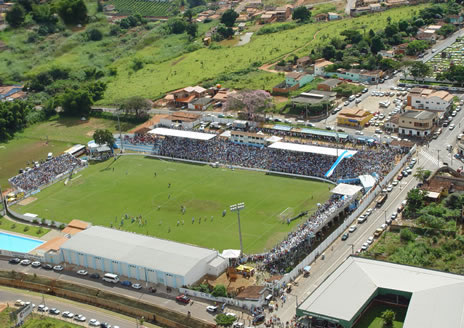
Arena Rifertil
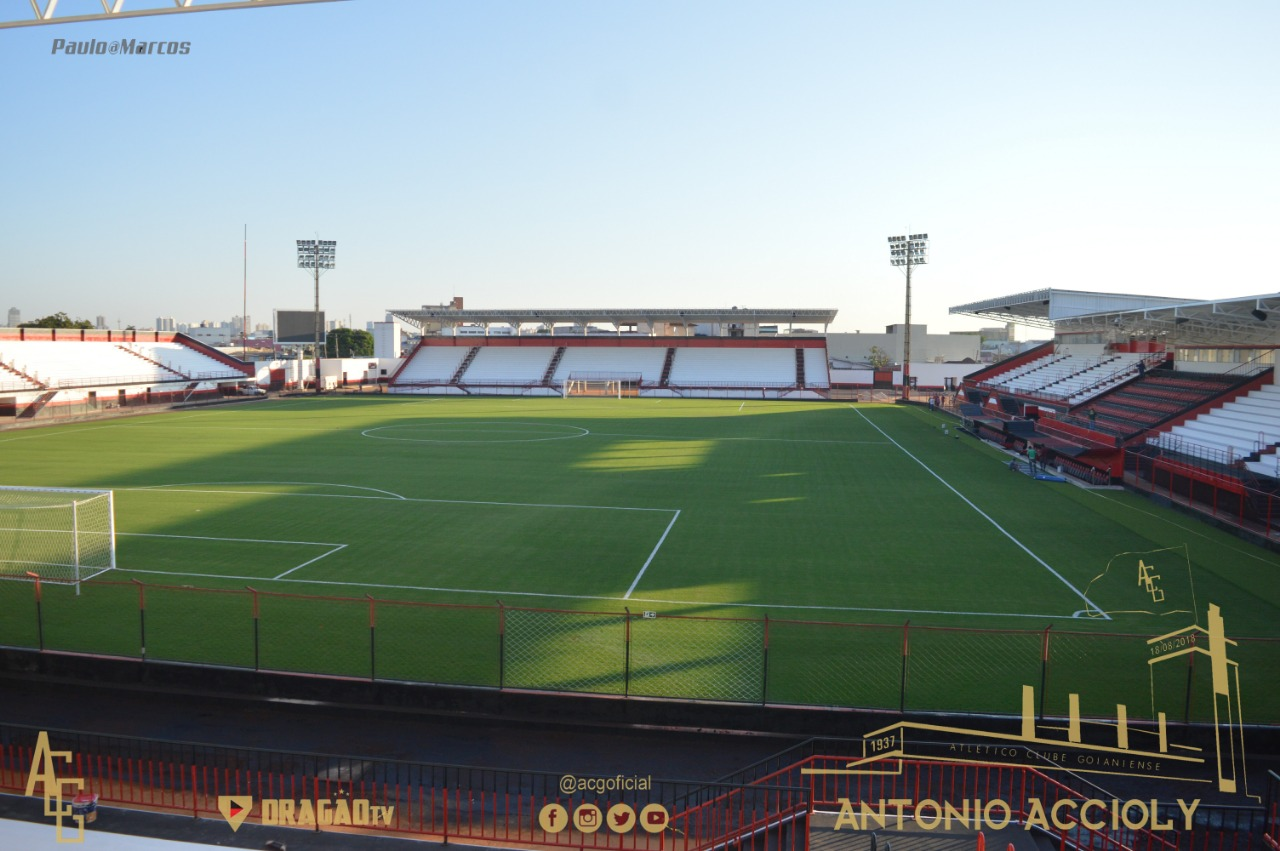
Antônio Accioly
Divinão
Ferreirão
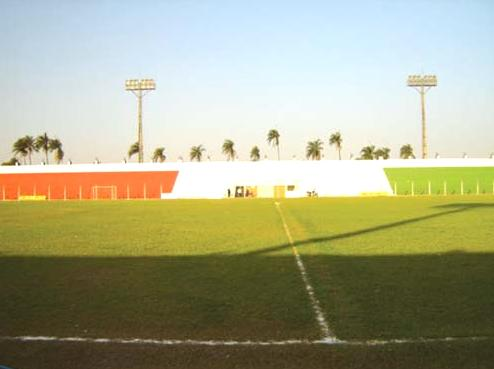
João Vilela
Jonas Duarte
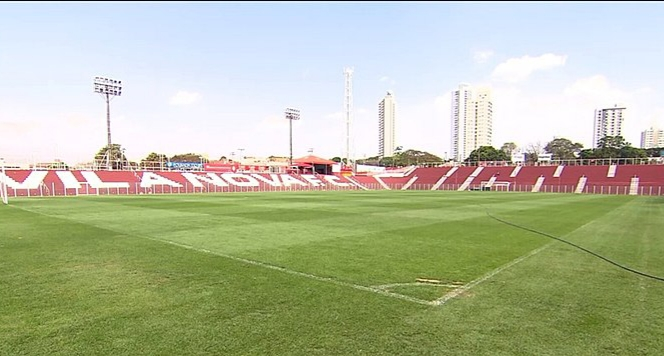
OBA
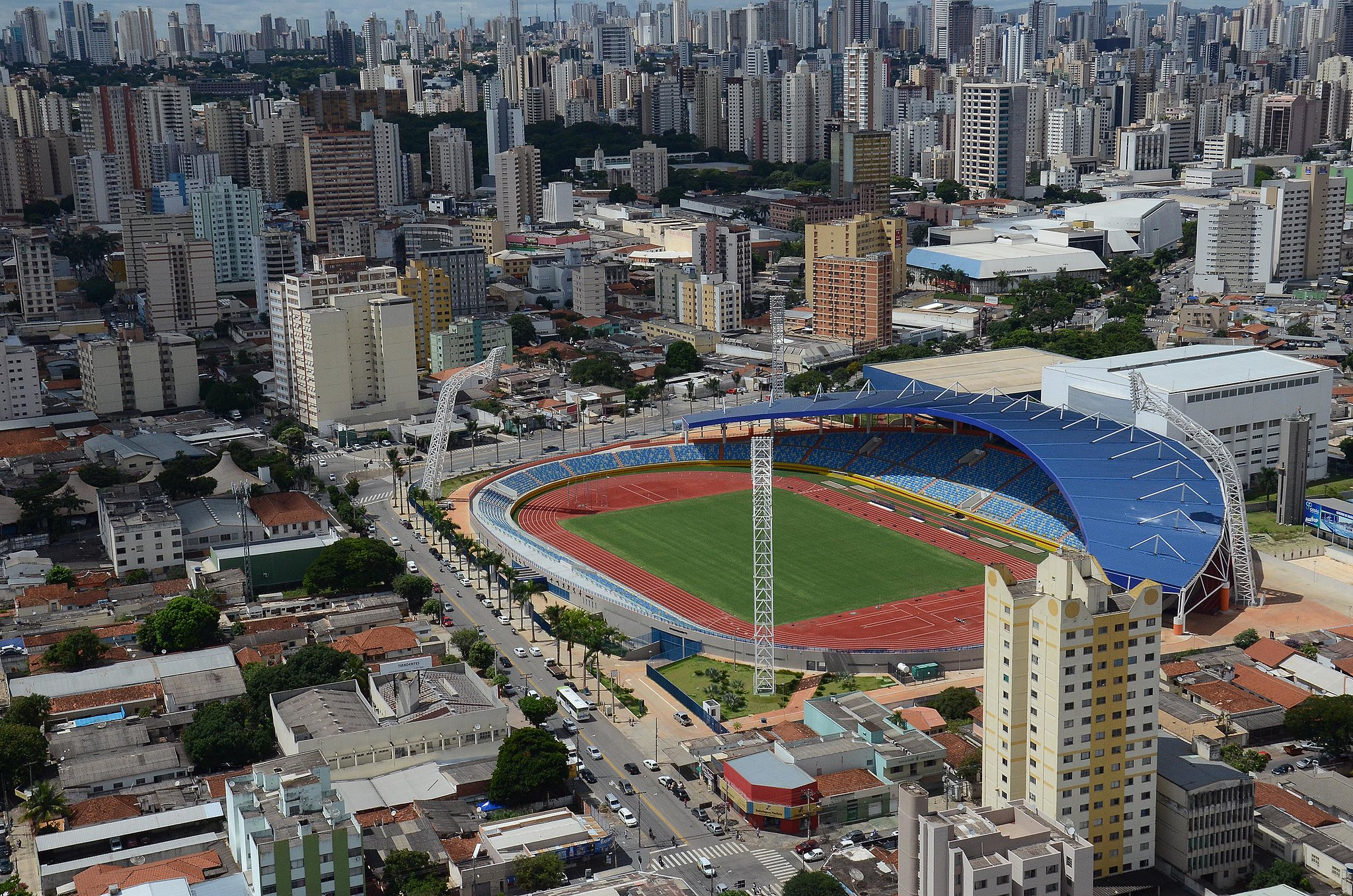
Olímpico
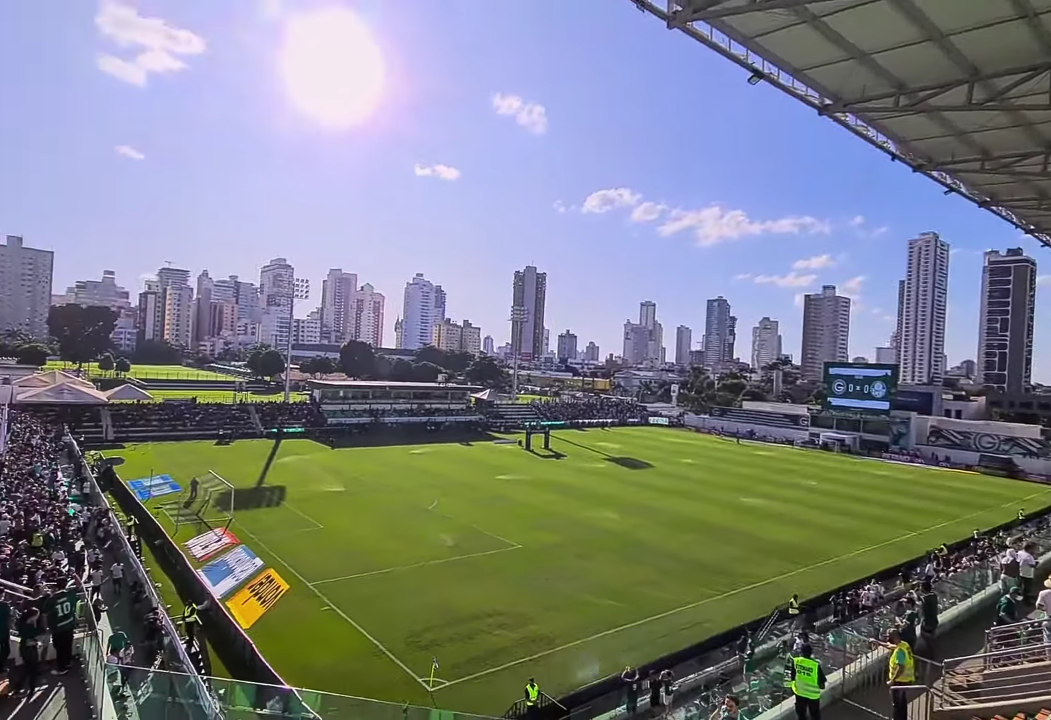
Serrinha
Valdeir José de Oliveira

## Transmissão televisiva

A TV Cultura transmitiu a final entre e para todo o Brasil.

Em janeiro de 2024, foi anunciado que a TV Brasil Central, pelo segundo ano consecutivo,  transmitiria alguns jogos do Campeonato Goiano de Futebol da Primeira Divisão 2024 na TV aberta e em seus serviços de streaming (aplicativos, Youtube e Instagram). Também foi anunciado que a TV Alego faria o mesmo tipo de transmissão (tv e streaming). A FGF ficou de transmitir todos os jogos que não foram escolhidos pelas duas emissoras em seu canal no Youtube.

### Nacional
A final do Goianão 2024 foi transmitida nacionalmente pela TV Cultura em parceria com a TV Brasil Central.

## Primeira fase
|  | Equipes classificadas para as quartas-de-final |
|  | Equipes rebaixadas                             |

| Pos | Equipe              | Pts | J  | V | E | D | GP | GC | SG  | Classificação ou descenso    |     | GOI | VIL | ATG | ANA | APA | GTB | GNS | GNA | JAT | CRA | MOR | IPO |
| --- | ------------------- | --- | -- | - | - | - | -- | -- | --- | ---------------------------- | --- | --- | --- | --- | --- | --- | --- | --- | --- | --- | --- | --- | --- |
| 1   | Goiás               | 27  | 11 | 8 | 3 | 0 | 18 | 3  | +15 | Próxima fase                 |     | —   | 0–0 | –   | 1–0 | –   | –   | 3–0 | 1–0 | 4–1 | –   | –   | 1–0 |
| 2   | Vila Nova           | 26  | 11 | 8 | 2 | 1 | 17 | 5  | +12 | Próxima fase                 |     | –   | —   | 2–1 | –   | 3–1 | 2–0 | –   | 2–1 | 1–0 | –   | 3–0 | 3–1 |
| 3   | Atlético Goianiense | 25  | 11 | 8 | 1 | 2 | 25 | 7  | +18 | Próxima fase                 |     | 0–0 | –   | —   | 2–1 | –   | 6–0 | 5–1 | –   | –   | 1–0 | –   | 3–0 |
| 4   | Anápolis            | 17  | 11 | 5 | 2 | 4 | 16 | 6  | +10 | Próxima fase                 |     | –   | 1–0 | –   | —   | 4–0 | –   | –   | 1–0 | 4–0 | 0–0 | –   | 4–0 |
| 5   | Aparecidense        | 17  | 11 | 4 | 5 | 2 | 15 | 14 | +1  | Próxima fase                 |     | 1–1 | –   | 2–1 | –   | —   | 1–1 | 1–1 | –   | –   | –   | 3–1 | 1–1 |
| 6   | Goiatuba            | 16  | 11 | 4 | 4 | 3 | 10 | 14 | −4  | Próxima fase                 |     | –   | –   | –   | 0–0 | –   | —   | –   | 1–1 | 1–0 | –   | 1–0 | –   |
| 7   | Goianésia           | 13  | 11 | 3 | 4 | 4 | 7  | 13 | −6  | Próxima fase                 |     | 1–2 | 0–0 | –   | 1–0 | –   | 1–1 | —   | –   | 0–1 | 1–0 | –   | –   |
| 8   | Goiânia             | 12  | 11 | 3 | 3 | 5 | 11 | 12 | −1  | Próxima fase                 |     | –   | –   | 1–3 | –   | 0–1 | –   | 1–0 | —   | 4–1 | –   | –   | 2–1 |
| 9   | Jataiense           | 10  | 11 | 3 | 1 | 7 | 9  | 23 | −14 |                              |     | –   | –   | 0–2 | –   | 1–4 | –   | –   | –   | —   | 2–1 | 2–2 | 1–0 |
| 10  | CRAC                | 9   | 11 | 2 | 3 | 6 | 6  | 10 | −4  |                              | 0–2 | 0–1 | –   | –   | 0–0 | 0–1 | –   | 0–0 | –   | —   | 2–1 | –   |     |
| 11  | Morrinhos           | 5   | 11 | 1 | 2 | 8 | 7  | 19 | −12 | Rebaixados à Série B de 2025 |     | 0–3 | –   | 0–1 | 2–1 | –   | –   | 0–1 | 1–1 | –   | –   | —   | –   |
| 12  | Iporá               | 5   | 11 | 1 | 2 | 8 | 7  | 22 | −15 | Rebaixados à Série B de 2025 |     | –   | –   | –   | –   | –   | 1–3 | 1–1 | –   | –   | 1–3 | 1–0 | —   |

## Fase final

### Esquema
* Em itálico, as equipes que possuem o mando de campo no primeiro jogo do confronto e em negrito as equipes classificadas.

|  | Quartas de final    | Quartas de final    | Quartas de final | Quartas de final |   |              | Semifinais       | Semifinais       | Semifinais       | Semifinais       |  |           | Final                    | Final                    | Final                    | Final                    |  |  |
|  | 2 a 11 de março     | 2 a 11 de março     | 2 a 11 de março  | 2 a 11 de março  |   |              | 16 a 27 de março | 16 a 27 de março | 16 a 27 de março | 16 a 27 de março |  |           | 31 de março a 7 de abril | 31 de março a 7 de abril | 31 de março a 7 de abril | 31 de março a 7 de abril |  |  |
|  |                     |                     |                  |                  |   |              |                  |                  |                  |                  |  |           |                          |                          |                          |                          |  |  |
|  | Aparecidense        | 3                   | 0                | 3                |   |              |                  |                  |                  |                  |  |           |                          |                          |                          |                          |  |  |
|  | Anápolis            | 0                   | 1                | 1                |   |              |                  |                  |                  |                  |  |           |                          |                          |                          |                          |  |  |
|  | Anápolis            | 0                   | 1                | 1                |   | Aparecidense | 2                | 0                | 2                |                  |  |           |                          |                          |                          |                          |  |  |
|  |                     |                     |                  |                  |   | Aparecidense | 2                | 0                | 2                |                  |  |           |                          |                          |                          |                          |  |  |
|  |                     | Vila Nova           | 0                | 3                | 3 |              |                  |                  |                  |                  |  |           |                          |                          |                          |                          |  |  |
|  | Goianésia           | Vila Nova           | 0                | 3                | 3 | 2            | 0                | 2                |                  |                  |  |           |                          |                          |                          |                          |  |  |
|  | Goianésia           |                     |                  |                  |   | 2            | 0                | 2                |                  |                  |  |           |                          |                          |                          |                          |  |  |
|  | Vila Nova           | 2                   | 1                | 3                |   |              |                  |                  |                  |                  |  |           |                          |                          |                          |                          |  |  |
|  | Vila Nova           | 2                   | 1                | 3                |   |              |                  |                  |                  |                  |  | Vila Nova | 0                        | 1                        | 1                        |                          |  |  |
|  |                     |                     |                  |                  |   |              |                  |                  |                  |                  |  | Vila Nova | 0                        | 1                        | 1                        |                          |  |  |
|  |                     | Atlético Goianiense | 2                | 3                | 5 |              |                  |                  |                  |                  |  |           |                          |                          |                          |                          |  |  |
|  | Goiânia (pen)       | Atlético Goianiense | 2                | 3                | 5 | 0            | 1                | 1 (3)            |                  |                  |  |           |                          |                          |                          |                          |  |  |
|  | Goiânia (pen)       |                     |                  |                  |   | 0            | 1                | 1 (3)            |                  |                  |  |           |                          |                          |                          |                          |  |  |
|  | Goiás               | 0                   | 1                | 1 (2)            |   |              |                  |                  |                  |                  |  |           |                          |                          |                          |                          |  |  |
|  | Goiás               | 0                   | 1                | 1 (2)            |   | Goiânia      | 2                | 1                | 3                |                  |  |           |                          |                          |                          |                          |  |  |
|  |                     |                     |                  |                  |   | Goiânia      | 2                | 1                | 3                |                  |  |           |                          |                          |                          |                          |  |  |
|  |                     | Atlético Goianiense | 3                | 3                | 6 |              |                  |                  |                  |                  |  |           |                          |                          |                          |                          |  |  |
|  | Goiatuba            | Atlético Goianiense | 3                | 3                | 6 | 0            | 0                | 0                |                  |                  |  |           |                          |                          |                          |                          |  |  |
|  | Goiatuba            |                     |                  |                  |   | 0            | 0                | 0                |                  |                  |  |           |                          |                          |                          |                          |  |  |
|  | Atlético Goianiense | 3                   | 5                | 8                |   |              |                  |                  |                  |                  |  |           |                          |                          |                          |                          |  |  |

## Classificação geral
A classificação geral é determinada através da fase em que o clube alcançou e a sua pontuação, levando em conta os critérios de desempate.
| Pos | Equipe              | Pts | J  | V  | E | D | GP | GC | SG  | Classificação ou descenso                                                |
| --- | ------------------- | --- | -- | -- | - | - | -- | -- | --- | ------------------------------------------------------------------------ |
| 1   | Atlético Goianiense | 43  | 17 | 14 | 1 | 2 | 44 | 11 | +33 | Campeão e classificado para a Copa do Brasil 2025 e Copa Verde 2025      |
| 2   | Vila Nova           | 33  | 17 | 10 | 3 | 4 | 24 | 14 | +10 | Vice-campeão e classificado para a Copa do Brasil 2025 e Copa Verde 2025 |
| 3   | Aparecidense        | 23  | 15 | 6  | 5 | 4 | 20 | 18 | +2  | Eliminado na Semifinal e classificado para a Copa do Brasil 2025         |
| 4   | Goiânia             | 14  | 15 | 3  | 5 | 7 | 15 | 19 | −4  | Eliminado na Semifinal e classificado à Série D de 2025                  |
| 5   | Goiás               | 29  | 13 | 8  | 5 | 0 | 19 | 4  | +15 | Eliminado nas Quartas de Final                                           |
| 6   | Anápolis            | 20  | 13 | 6  | 2 | 5 | 17 | 9  | +8  | Eliminado nas Quartas de Final                                           |
| 7   | Goiatuba            | 16  | 13 | 4  | 4 | 5 | 10 | 22 | −12 | Eliminados nas Quartas de Final e classificados à Série D de 2025        |
| 8   | Goianésia           | 14  | 13 | 3  | 5 | 5 | 9  | 16 | −7  | Eliminados nas Quartas de Final e classificados à Série D de 2025        |
| 9   | Jataiense           | 10  | 11 | 3  | 1 | 7 | 9  | 23 | −14 |                                                                          |
| 10  | CRAC                | 9   | 11 | 2  | 3 | 6 | 6  | 10 | −4  |                                                                          |
| 11  | Morrinhos           | 5   | 11 | 1  | 2 | 8 | 7  | 19 | −12 | Rebaixados à Série B de 2025                                             |
| 12  | Iporá               | 5   | 11 | 1  | 2 | 8 | 7  | 22 | −15 | Rebaixados à Série B de 2025                                             |

## Estatísticas

### Artilharia
| Gols | Jogador            | Equipe              |
| ---- | ------------------ | ------------------- |
| 11   | Luiz Fernando      | Atlético Goianiense |
| 10   | Paulo Baya         | Goiás               |
| 7    | Alesson            | Vila Nova           |
| 7    | Gustavo Vintecinco | Goiânia             |
| 7    | Shaylon            | Atlético Goianiense |
| 7    | Igor Torres        | Aparecidense        |
| 6    | Vagner Love        | Atlético Goianiense |
| 5    | Alan               | Aparecidense        |
| 5    | Marcão             | Anápolis            |

## Público
Maiores Públicos Pagantes
Estes são os dez maiores públicos pagantes do campeonato, sem considerar as partidas com portões fechados
| N.º | Público | Mandante            | Placar | Visitante           | Estádio          | Data           | Rodada    | Ref.   |
| --- | ------- | ------------------- | ------ | ------------------- | ---------------- | -------------- | --------- | ------ |
| 1   | 11 973  | Atlético Goianiense | 3–1    | Vila Nova           | Antônio Accioly  | 7 de abril     | Final     | [ 13 ] |
| 2   | 10 408  | Atlético Goianiense | 0–0    | Goiás               | Antônio Accioly  | 21 de janeiro  | 2ª        | [ 14 ] |
| 3   | 9 597   | Vila Nova           | 0–2    | Atlético Goianiense | OBA              | 31 de março    | Final     | [ 15 ] |
| 4   | 9 050   | Goiás               | 0–0    | Vila Nova           | Serrinha         | 4 de fevereiro | 6ª        | [ 16 ] |
| 5   | 8 993   | Vila Nova           | 2–0    | Goiatuba            | Estádio Olímpico | 17 de janeiro  | 1ª        | [ 17 ] |
| 6   | 8 289   | Vila Nova           | 3–0    | Aparecidense        | OBA              | 27 de março    | Semifinal | [ 18 ] |
| 7   | 7 977   | Vila Nova           | 1–0    | Goianésia           | OBA              | 9 de março     | Quartas   | [ 19 ] |
| 8   | 7 876   | Vila Nova           | 2–1    | Atlético Goianiense | OBA              | 28 de janeiro  | 4ª        | [ 20 ] |
| 9   | 7 164   | Goiás               | 1–1    | Goiânia             | Serrinha         | 10 de março    | Quartas   | [ 21 ] |
| 10  | 6 839   | Atlético Goianiense | 3–1    | Goiânia             | Antônio Accioly  | 25 de março    | Semifinal | [ 22 ] |

Menores Públicos Pagantes
Estes são os dez menores públicos pagantes do campeonato, sem considerar as partidas com portões fechados
| N.º | Público | Mandante     | Placar | Visitante    | Estádio            | Data            | Rodada | Ref.   |
| --- | ------- | ------------ | ------ | ------------ | ------------------ | --------------- | ------ | ------ |
| 1   | 160     | Goiânia      | 0–1    | Aparecidense | Estádio Olímpico   | 25 de fevereiro | 11ª    | [ 23 ] |
| 2   | 230     | Aparecidense | 3–1    | Morrinhos    | Annibal            | 10 de fevereiro | 8ª     | [ 24 ] |
| 3   | 250     | Aparecidense | 1–1    | Goianésia    | Annibal            | 7 de fevereiro  | 7ª     | [ 25 ] |
| 4   | 261     | Goiânia      | 2–1    | Iporá        | Estádio Olímpico   | 27 de janeiro   | 4ª     | [ 26 ] |
| 5   | 295     | Aparecidense | 1–1    | Goiatuba     | Annibal            | 18 de fevereiro | 10ª    | [ 27 ] |
| 6   | 339     | Goiânia      | 4–1    | Jataiense    | Estádio Olímpico   | 21 de janeiro   | 2ª     | [ 28 ] |
| 7   | 352     | Goiânia      | 1–0    | Goianésia    | Estádio Olímpico   | 3 de fevereiro  | 6ª     | [ 29 ] |
| 8   | 399     | Iporá        | 1–0    | Morrinhos    | Francisco Ferreira | 31 de janeiro   | 5ª     | [ 30 ] |
| 9   | 407     | Morrinhos    | 2–1    | Anápolis     | João Vilela        | 18 de fevereiro | 10ª    | [ 31 ] |
| 10  | 411     | Iporá        | 1–3    | Goiatuba     | Francisco Ferreira | 8 de fevereiro  | 7ª     | [ 32 ] |

Médias de público
Estas são as médias de público dos clubes no campeonato. Considera-se apenas os jogos da equipe como mandante e o público pagante:
| Pos.  | Time                | Média | Total   | Mandos | Maior  | Menor |
| ----- | ------------------- | ----- | ------- | ------ | ------ | ----- |
| 1     | Vila Nova           | 6 297 | 56 671  | 9      | 9 597  | 2 915 |
| 2     | Atlético Goianiense | 5 384 | 48 453  | 9      | 11 973 | 1 955 |
| 3     | Goiás               | 4 807 | 33 646  | 7      | 9 050  | 2 169 |
| 4     | Goiatuba            | 2 776 | 16 653  | 6      | 5 668  | 1 875 |
| 5     | Goianésia           | 2 599 | 15 594  | 6      | 2 863  | 2 500 |
| 6     | Anápolis            | 2 200 | 15 398  | 7      | 2 983  | 1 811 |
| 7     | Jataiense           | 1 640 | 8 198   | 5      | 2 338  | 1 183 |
| 8     | CRAC                | 1 409 | 8 452   | 6      | 2 154  | 854   |
| 9     | Goiânia             | 1 288 | 9 018   | 7      | 4 420  | 160   |
| 10    | Aparecidense        | 1 071 | 8 565   | 8      | 2 899  | 230   |
| 11    | Morrinhos           | 943   | 4 715   | 5      | 1 754  | 407   |
| 12    | Iporá               | 529   | 2 647   | 5      | 721    | 399   |
| Total | Total               | 2 850 | 228 010 | 80     | 11 973 | 160   |

## Premiação

### Nota Fiscal Goiana
O Governo do Estado de Goiás distribui um valor total de 4 milhões de reais como premiação do campeonato. Os valores foram distribuídos da seguinte maneira: 240 mil de reais divididos igualmente entre os clubes do torneio; 370 mil de reais divididos proporcionalmente entre os times de acordo com a média de bilhetes dos seus torcedores/apoiadores; 250 mil de reais divididos proporcionalmente entre os times de acordo com a quantidade de indicações de novos inscritos no programa nos três meses anteriores; sorteio de 90 mil de reais e 50 mil de reais entre os times da primeira divisão, com mais chances para os clubes que tiverem as maiores médias de bilhetes.
| Campeonato Goiano de Futebol de 2024         |
| -------------------------------------------- |
| Atlético Goianiense Tricampeão (18.º título) |

### Seleção do Campeonato
Um dia após a final entre Atlético Goianiense e Vila Nova, a FGF divulgou a seleção do campeonato em cerimônia realizada no Palácio das Esmeraldas, Centro de Goiânia. A equipe do Atlético Goianiense contou com seis jogadores, além do técnico Jair Ventura, entre os onze melhores. Vila Nova proveu dois atletas, e Anápolis, Aparecidense e Goiás um.
| Posição          | Nome             | Clube               |
| ---------------- | ---------------- | ------------------- |
| Goleiro          | Ronaldo          | Atlético Goianiense |
| Lateral direito  | Fábio            | Anápolis            |
| Zagueiros        | Alix Vinícius    | Atlético Goianiense |
| Zagueiros        | Vanderley        | Aparecidense        |
| Lateral esquerdo | Guilherme Romão  | Atlético Goianiense |
| Volantes         | Gabriel Baralhas | Atlético Goianiense |
| Volantes         | Ralf             | Vila Nova           |
| Meia             | Shaylon          | Atlético Goianiese  |
| Atacantes        | Paulo Baya       | Goiás               |
| Atacantes        | Alesson          | Vila Nova           |
| Atacantes        | Luiz Fernando    | Atlético Goianiense |
| Técnico          | Jair Ventura     | Atlético Goianiense |
| Artilheiro       | Luiz Fernando    | Atlético Goianiense |
| Craque           | Luiz Fernando    | Atlético Goianiense |
| Revelação        | Léo              | Goiânia             |